# کاستلاماره دی استابیا
شهر  کاستلاماره دی استابیا (به ایتالیایی: Castellammare di Stabia) با جمعیت ۶۵٬۲۲۴ نفر  در ناحیه کامپانیا در کشور ایتالیا واقع شده‌است.